# Bow Range
Bow Range is een bergketen in het gebergte van de Canadian Rockies in de Canadese staten Alberta en Brits-Columbia. De keten verkreeg zijn naam door de associatie met de Bowrivier en werd officieel aangenomen op 31 maart 1917 door de Geographic Board of Canada.
Het is een deel van het Banff-Lake Louise-kerngebied van de zuidelijke Continental Ranges, gelegen op de Continental Divide, ten westen van de Bowvallei, in Nationaal park Banff en Nationaal park Kootenay.
De Bow Range beslaat een oppervlakte van 717 km², heeft een lengte van 34 km (van noord naar zuid) en een maximale breedte van 43 km. De hoogste top is de Mount Temple, met een hoogte van 3.543 m. De bergketen omvat ook de Valley of the Ten Peaks, met als hoogste de Deltaform Mountain met een hoogte van 3424 meter. De keten heeft ook wandelgebieden, zoals de Consolation Lakes, Sentinel Pass-Larch Valley, Wenkchenma Pass-Eiffel Lake, de vlakte van het Six Glaciers-systeem en Saddle Back Pass.

## Pieken en bergen
| Piek               | Hoogte | Prominentie |
| ------------------ | ------ | ----------- |
| Mount Temple       | 3543 m | 1544 m      |
| Hungabee Mountain  | 3492 m | 987 m       |
| Mount Victoria     | 3464 m | 547 m       |
| Deltaform Mountain | 3424 m | 822 m       |
| Mount Lefroy       | 3423 m | 417 m       |
| Mount Huber        | 3368 m |             |
| Mount Babel        | 3101 m | 200 m       |
| Mount Owen         | 3083 m |             |
| Mount Whyte        | 2983 m | 140 m       |
| Mount Bell         | 2932 m |             |
| Mount St. Piran    | 2649 m | 187 m       |